# Alexis Kanyarengwe
El coronel Alexis Kanyarengwe (1938–2006) va ser un militar ruandès que va fugir de Ruanda el 1980 acusat de conspirar contra Juvénal Habyarimana. Malgrat ser un hutu, Kanyarengwe es va unir al Front Patriòtic Ruandès (FPR), convertint-se en el seu president. Tanmateix, qui tenia el poder real era el "vicepersident" Paul Kagame.
El 28 de març de 1997, Kanyarengwe va ser despatxat del seu càrrec de ministre de l'Interior després de protestar contra les massacres de l'Exèrcit Patriòtic Ruandès a la seva prefectura de Ruhengeri. Ignace Karuhije, que també va protestar, va ser despatxat el mateix dia. El 15 de febrer de 1998 Kanyarengwe va ser substituït per Paul Kagame com a president del FPR.